# Bianca Beauchamp

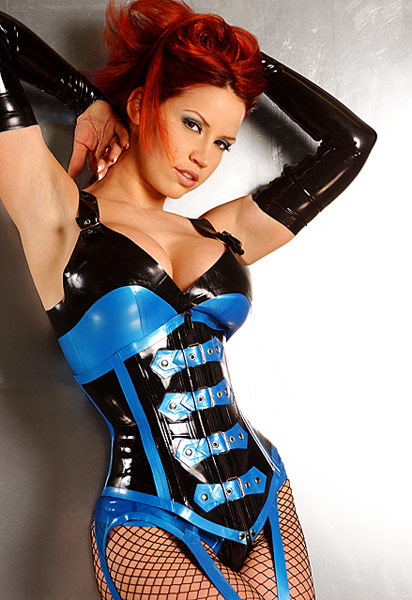
Bianca Beauchamp (vor 2007)

Bianca Stéphanie Beauchamp (* 14. Oktober 1977 in Montreal, Québec) ist ein kanadisches Fetisch- und Erotik-Model sowie Pornodarstellerin. Neben ihrer Tätigkeit als Model war sie als Produzentin von zwei Filmen tätig, in denen sie selber auch als Hauptdarstellerin auftrat.

## Leben
Bianca Stéphanie Beauchamp wurde in Montreal, Québec als zweite Tochter eines Franko-Kanadiers und einer Italienerin geboren. Nach Abschluss der High School begann Beauchamp ein Studium mit dem Ziel Lehrerin zu werden, brach dieses jedoch nach drei Jahren zugunsten ihr Modelkarriere ab. In dieser Zeit begegnete sie ihrem späteren Lebensgefährten Martin Perreault und begann ihm für Fetischaufnahmen Modell zu stehen. Beauchamp unterzog sich insgesamt vier Brustvergrößerungen. Beauchamp, die nach der Menschenrechtlerin Bianca Jagger benannt ist, bekannte sich, dass sie seit ihrem 15. Lebensjahr bisexuell ist.

## Karriere als Model
Ab 2001 wurde Beauchamp in der Fetischszene zunehmend bekannter und erschien weltweit auf den Titelblättern verschiedener Szenemagazine, darunter dem kanadischen Whiplash, dem deutschen Marquis und Heavy Rubber, sowie den britischen Magazinen Skin Two und Bizarre Mag, für das sie auch als Kolumnistin schreibt. Im Januar 2009 erschien sie als erstes Model zum neunten Mal auf dem Cover des Bizarre Mag und gilt als eines der bekanntesten Models und Stilikone der Fetischszene.
Neben der Arbeit als Latex- und Fetischmodel wird Beauchamp auch für erotische Glamfotografie gebucht, so erschien sie mehrmals in verschiedenen Playboy-Kalendern und Playboy Lingerie, Fotos von ihr wurden in mehreren Playboy-Sonderausgaben, auf dem Penthouse-Cover und dem Cover des australischen People Magazine sowie der französischen Comiczeitschrift L'Écho des Savanes veröffentlicht. In Zusammenarbeit mit Ritual Entertainment porträtierte sie den Charakter Elexis Sinclaire für das Video-Spiel SiN Episodes.

## Andere Tätigkeiten
Gemeinsam mit Martin Perreault veröffentlichte Beauchamp im Jahre 2006 den Bildband Fetish Sex Symbol, der sich überwiegend mit der Karriere Beauchamps als Fetischmodel beschäftigt. Die einzelnen Ausgaben erscheinen als limitierte Edition mit unterschiedlichen Titelbildern.
Im Jahre 2007 produzierte Beauchamp das Doku-Drama Bianca Beauchamp: All Access, Regieführung und Schnitt oblagen ihrem Partner Martin Perreault. Der 85-minütige Film hatte auf dem Fantasia Film Festival im Juli 2007 Premiere und kam im September 2007 als 2-Disk Special Edition DVD raus. Der Film wurde vom Händler HALO 8 Entertainment am Fantasia Festival übernommen und in Nordamerika am 29. Januar 2008 veröffentlicht. Im August 2008 präsentierte Beauchamp die Fortsetzung Bianca Beauchamp All Access 2: Rubberized at the Montreal Fetish Weekend. Der Film erschien am Tag der Uraufführung auf DVD.
Im Januar 2009 gelangte Beauchamp bei der Umfrage für die Top 99 Women of the Year auf Askmen.com den 24. Rang. Im Jahr zuvor belegte sie Platz 31.